# Темане — Секунда
Темане — Секунда — газопровід, що з'єднує установку підготовки газу Темане на півдні Мозамбіку зі споживачами Південно-Африканської Республіки.
Наприкінці 1990-х років південноафриканська компанія Sasol Limited розпочала дорозвідку на виявлених ще в колоніальні часи родовищах Темане та Панде у сусідньому Мозамбіку. Її результати сприяли прийняттю рішення про інвестування в проєкт близько 1,2 млрд доларів США, з яких понад 700 млн доларів пішли на спорудження газопроводу довжиною 865 км та діаметром 660 мм. Останній починається від потужностей із підготовки газу, розміщених на родовищі Темане, та має 531 км мозамбіцької і 334 км південноафриканської ділянок. Введення в дію трубопроводу припало на 2004 рік. Проєктом передбачено подальше збільшення його потужності вдвічі за допомогою встановлення проміжних компресорних станцій.
Доставлений до ПАР природний газ знайшов застосування за кількома напрямами, причому всі вони були пов'язані з альтернативою використанню вугілля:
- заміна синтез-газу в мережах (станом на середину 2010-х природний газ постачається по трубопроводах Секунда — Росслін, Секунда — Сасолбург та в мережу, що живить Йоганнесбург);
- використання як основної сировини на хімічному комплексі Сасолбург, включаючи ТЕС Сасол 1;
- використання як допоміжної сировини на вуглехімічному комплексі Секунда та для нової черги ТЕС Сасол 2-3[2].

Окрім постачання до ПАР, на газопроводі влаштували 5 ГРС для подачі газу споживачам у самому Мозамбіку. Зокрема, з 2014-го він живить споруджену біля транскордонного переходу Ressano Garcia теплову електростанцію компанії Sasol, а з 2015-го подає паливо для розташованої там же ТЕС компанії Gigawatt. Щоб забезпечити цих додаткових споживачів, у 2015 році від центральної процесингової установки родовища Темане проклали лупінг довжиною 128 км. У 2018 році очікується запуск нової парогазової черги на ТЕС Мапуту в столиці Мозамбіку, куди газ надходить по газопроводу-відгалуженню Рессано-Гарсія — Мапуту.